# (6123) Aristoteles
(6123) Aristoteles ist ein Asteroid des Hauptgürtels. Er wurde am 19. September 1987 durch den belgischen Astronomen Eric Waler Elst am Nationalen Astronomischen Observatorium - Roschen entdeckt.
Der mittlere Durchmesser des Asteroiden wurde mit 6,946 (±0,066) km berechnet.
Benannt wurde der Himmelskörper nach dem griechischen Philosophen und Naturforscher Aristoteles.